# Province de Kawachi
La province de Kawachi (河内国, Kawachi-no kuni) ou Kashū (河州), est une ancienne province du Japon qui fait aujourd'hui partie de la préfecture d'Osaka.
On pense que l'ancienne capitale provinciale se trouvait près de Fujiidera, mais rien n'est certain. Kawachi était une petite province, c'est pourquoi elle était souvent dominée par les seigneurs de la province de Settsu, où se trouvait le château d'Osaka.